# Světlík (Český Krumlov-i járás)
Světlík település Csehországban, a Český Krumlov-i járásban. Světlík Malšín, Bohdalovice, Frymburk, Černá v Pošumaví és Hořice na Šumavě településekkel határos. Lakosainak száma 238 fő (2024. január 1.).

## Népesség
A település lakosságának változását az alábbi diagram mutatja:
| Lakosok száma | 1416 | 1395 | 1422 | 323  | 249  | 263  | 236  | 237  | 232  | 238  |
|               | 1869 | 1890 | 1921 | 1950 | 1980 | 2001 | 2017 | 2019 | 2022 | 2024 |